# Xanthina attenuata
Xanthina attenuata är en tvåvingeart som beskrevs av Robinson 2003. Xanthina attenuata ingår i släktet Xanthina och familjen styltflugor.
Artens utbredningsområde är Costa Rica. Inga underarter finns listade i Catalogue of Life.